# Bad Bertrich
Bad Bertrich est une municipalité de l'arrondissement (Landkreis) de Cochem-Zell du land de Rhénanie-Palatinat, en Allemagne. Elle fait partie de la communauté des communes d'Ulmen qui compte 16 communes.